# Systems Modeling Language
Die Systems Modeling Language (OMG SysML) ist eine grafische, auf UML-2 basierende, standardisierte Modellierungssprache. Ihre Anwendung findet sie im Bereich Systems Engineering für die Modellierung verschiedener komplexer Systeme. Die Menge der in SysML definierten Diagramme besteht aus einer Untermenge von Diagrammen, die sich aus in UML-2 definierten Diagrammen ableiten lassen, ergänzt durch SysML-spezifische Diagramme. Es werden Struktur- und Verhaltensdiagramme unterschieden (siehe Grafik). Dem Anforderungsdiagramm als SysML-spezifischem Diagrammtyp kommt eine Einzelrolle zu.

## SysML-Diagramme
| Diagrammname             | englische Bezeichnung    | UML-2 - SysML spezifisch |
| ------------------------ | ------------------------ | ------------------------ |
| Anforderungsdiagramm     | Requirement Diagram      | neues Diagramm           |
| Aktivitätsdiagramm       | Activity Diagram         | modifiziert              |
| Sequenzdiagramm          | Sequence Diagram         | Originaldiagramm         |
| Zustandsdiagramm         | State (Machine) Diagram  | Originaldiagramm         |
| Anwendungsfalldiagramm   | Use Case Diagram         | Originaldiagramm         |
| Blockdefinitionsdiagramm | Block Definition Diagram | modifiziert              |
| Internes Blockdiagramm   | Internal Block Diagram   | modifiziert              |
| Zusicherungsdiagramm     | Parametric Diagram       | neues Diagramm           |
| Paketdiagramm            | Package (Diagram)        | Originaldiagramm         |

SysML-Diagramm-Taxonomie

Diagramme sind Sichten auf das dahinter liegende Modell. Insbesondere für UML-/-SysML-Einsteiger ist es wichtig zu verstehen, dass
- ein Modellelement in keinem, einem oder mehreren Diagrammen gezeigt werden kann
- ein Diagramm (quasi immer) nur einen Ausschnitt aus dem Modell darstellt
- alle Verknüpfungen zwischen zwei (oder mehr) Modellelementen angezeigt werden können aber nicht müssen
- die Positionierung auf einem Diagramm für den Menschen durchaus eine Bedeutung haben kann, für eine rechnergestützte Interpretation jedoch keinerlei Semantik enthält. Theoretisch kann ein valides SysML-Modell ohne ein einziges Diagramm auskommen. Für einen Menschen sinkt die Nachvollziehbarkeit hierdurch jedoch rapide.

## Entstehungsgeschichte
Im September 2001 wurde von der Object Management Group (OMG) in Zusammenarbeit mit dem International Council on Systems Engineering (INCOSE) die „Systems Engineering Domain Special Interest Group“ ins Leben gerufen, um eine standardisierte Erweiterung von UML-2 als Modellierungssprache für den Systementwurf zu entwickeln. Im Mai 2003 bildete sich eine Arbeitsgruppe. Neben Toolherstellern wie PTC, IBM und NoMagic sind z. B. auch Motorola, Lockheed Martin oder oose Innovative Informatik GmbH aktiv. Auf Seiten der Wissenschaft nimmt der Lehrstuhl für Virtuelle Produktentwicklung der TU Kaiserslautern regelmäßig an den Technical Meetings teil.
SysML ist am 6. Juli 2006 von der OMG als „Final Adopted Specification“ anerkannt worden. Am 1. September 2007 ist OMG SysML Version 1.0 offiziell veröffentlicht worden.
Für die aktuelle Version 1.6 sind die Vorsitzenden (chairs) der SysML Arbeitsgruppe:
- Yves Bernard (Airbus)
- Robert Karban (NASA JPL)
- Tim Weilkiens (oose Innovative Informatik eG).

## Versionshistorie
| Version | Veröffentlichung        | Größere Änderungen |
| ------- | ----------------------- | --- |
| 1.0     | 1. September 2007       | Initiale Veröffentlichung |
| 1.1     | 2. November 2008        | |
| 1.2     | 1. Juni 2010            | |
| 1.3     | 1. Juni 2012            | Flow Ports und Flow Specification deprecated Proxy Port Nested Ports                                                              |
| 1.4     | 3. Juni 2015            | Element Groups Units -- ISO-80000 ist Teil des Anhangs der Spec und in einer Model Library verfügbar.                             |
| 1.5     | 1. Mai 2017             | Zusätzliche Compartments für den Anforderung-Stereotyp                                                                            |
| 1.6     | 1. November 2019        | Einarbeitung von Aktivitäten rund um „precise semantics“ - ein Schritt in Richtung parallel laufender Entwicklung einer SysML 2.0 |
| 1.7     | Beta 1 im Dezember 2022 | Weitere Präzisierung der Sprache für die Kompatibilität in Richtung der parallel laufenden Entwicklung der SysML 2.0.             |
| 2.0     | in Vorbereitung         | verfügbar frühestens 2023 - Pilotimplementierung                                                                                  |

## Ziele
SysML unterstützt die Analyse, das Design und den Test von komplexen Systemen.
- Systemanforderungen modellieren und zur Verfügung stellen
- Systeme analysieren und evaluieren, um Anforderungs- und Designbelange zu lösen sowie Alternativen zu prüfen.
- Systeminformationen zwischen unterschiedlichen Stakeholdern unmissverständlich kommunizieren

Die Eignung von SysML zur Steuerung cyber-physischer Systeme wie Digitaler Zwillinge wird diskutiert.

## SysML Modellierungswerkzeuge
Open Source
- Papyrus 4 SysML[14]
- TOPCASED
- Capella / Arcadia MBSE-Umgebung[15]
- Modelio SysML-Designer

Proprietär
- Cameo Systems Modeler (alternativ MagicDraw mit SysML-Plugin) von Dassault Systèmes (ehem. NoMagic)
- Enterprise Architect von Sparx Systems (mit SysML-Plugin)
- Innovator von MID
- ObjectiF RM von microTOOL
- PTC Integrity Modeler (vormals ARTiSAN Studio)
- Rational Rhapsody von IBM Rational (ehemals I-Logix)
- SysML-Toolkit von Embedded Plus (Add-In für IBM Rational)
- Altova UModel
- Microsoft Visio - Schablone
- Visual Paradigm
- Ansys Scade Architect Modeler

### Offizielle Seiten der Spezifikation
- The Systems Engineering DSIG. Abgerufen am 22. September 2012 (englisch).
- The Official OMG SysML site. Abgerufen am 22. September 2012 (englisch).

### Weitere
- SysML-Notationsübersicht, PDF. Abgerufen am 22. September 2012.
- S. Friedenthal, A. Moore, R. Steiner: OMG Systems Modeling Language (OMG SysML) Tutorial. (PDF; 2,3 MB) 19. Juni 2008, abgerufen am 22. September 2012 (englisch).
- MBSE Blog. Abgerufen am 22. September 2012.
- Fragen und Antworten zu SysML. Abgerufen am 22. September 2012.
- MBSE Podcast (dt./engl.). Abgerufen am 8. Februar 2022.